# Jezero, Trebnje
Jezero este o localitate din comuna Trebnje, Slovenia, cu o populație de 135 de locuitori.